# Hubbo kyrka
Hubbo kyrka är en kyrkobyggnad som tillhör Tillberga församling i Västerås stift. Fram till 1 januari 2006 hörde kyrkan till Hubbo församling som därefter slogs ihop med Tillberga församling.
Den mycket välbevarade medeltida kyrkan ligger på en liten höjd i den annars odlade slättbygden omkring. Antagligen byggdes kyrkan under första halvan av 1300-talet. Sedan ett vapenhus byggdes och tegelvalven i kyrkorummet tillkom på 1400-talet har inga genomgripande förändringar skett med byggnaden mer än förändrade portar, fönster och tak. Klockstapeln från 1600-talet är en av de äldsta i Västerås stift. Bland inventarierna finns Sveriges äldsta framställning av Anna, Marias moder och ett ovanligt medeltida dopfuntslock.

## Kyrkobyggnaden
Hubbo medeltida kyrka är en salkyrka byggd i gotisk stil med rektangulär planform och rakt avslutat kor. I norr ligger sakristian och i söder vapenhuset. Väggarna består av tjocka, putsade gråstensmurar upp till takfoten. Ovandelen av öst- och västgavlarna är murade i tegel och oputsade med rika, karakteristiska blinderingar. Längs ytterväggarna finns snedställda strävpelare.
Kyrkorummet är enskeppigt med tre stjärnvalv som bärs upp av pelare i hörnen. Både valven och vapenhuset stabiliserades med ännu synliga dragjärn på 1600-talet. Till skillnad från utsidans tydliga medeltida prägel är insidan i stora delar ett resultat av förändringar som skett de senaste 150 åren, med många snickerier från mitten av 1900-talet. I väst finns en orgelläktare och i öst det murade altaret med en skiva i kalksten med ett krucifix och åtta medeltida skulpturer som prydnad. De öppna bänkarna har rektangulära gavlar och under finns brädgolv. I koret och mittgången är golvet tillverkat av tegel.

## Historia
En dopfunt från 1200-talet finns i Hubbo kyrka, vilket gör det troligt att det redan då fanns en kyrka på samma plats som den nuvarande. Den kan ha varit byggd i trä, eventuellt med en sakristia i sten tillbyggd. Under början av 1300-talet revs den äldre kyrkan, möjligtvis med undantag för sakristian som kan vara ursprunglig, och ersattes av den nuvarande, byggd i gråsten bortsett från den övre delen av gavlarna som är murade i tegel. Redan från början hade kyrkan de rika blinderingarna på gavlarna.
Den sedan dess största förändringen av kyrkobyggnaden skedde under andra halvan av 1400-talet, då ett vapenhus byggdes till i söder och tre stjärnvalv slogs över långhuset, som bars upp av inre hörnpelare och yttre strävpelare. Över vapenhuset uppfördes ett kryssvalv. Kyrkans taklag kan vara samtida med valvslagningen. Delar av taklaget kan vara ursprungliga från 1300-talet när kyrkan uppfördes. I långhuset finns 28 medeltida takstolar. I sakristian finns senmedeltida takstolar.
På 1600- och 1700-talet genomfördes ett par större reparationer och dessutom tillkom en del snickerier i kyrkorummet som inte har bevarats till våra dagar. 1680 stabiliserades murar och valv med de järnband som ännu går genom kyrkorummet och runt vapenhuset. 1787 vitlimmades kyrkans murar på både in- och utsidan. Ett fönster togs samtidigt upp vid koret och en ny fönsteröppning togs upp på norra sidan. Från och med år 1611 kom Hubbo att bli prebende för rektorn på katedralskolan i Västerås. När Rudbeckianska gymnasiet grundades 1623 blev Hubbo istället ett prebende för lektorerna där och var det fram till 1871.
Renoveringarna fortsatte i mitten av 1800-talet, då åter kyrkans väggar avfärgades och fönstren i långhuset förstorades. I slutet av samma århundrade utarbetade arkitekt Fredrik Ekholm en stor förändring av kyrkan, med utbyggda korsarmar, samt en förstorad portal och ett runt fönster på den västra gaveln. Överintendentsämbetet genomförde flera förändringar i ritningen och förändringarna blev betydligt mindre. Ingången mellan kyrkan och vapenhuset murades igen och vapenhuset gjordes om till bårhus. Samtidigt byttes en stor del av inredning ut och valv och väggar jämnades till och slätputsades. Om det fanns några medeltida målningar bevarade under putslagren förstördes de därmed. Istället uppförde man nya schablonmålningar i valven och kvadermålningar på väggarna. Kyrkan återinvigdes 1894 av biskop Gottfrid Billing
1935 förstorades den västra portalen, trots protester från Byggnadsstyrelsen och Riksantikvarieämbetet och fönstret på samma gavel fick en rund form, likt de förändringar som föreslagits några decennier tidigare. Ansvarig arkitekt var Georg Scherman. En större förändring av kyrkans inre skedde i början av 1950-talet, då dagens kyrkorum i stor utsträckning skapades. Återigen byttes en stor del av inredningen ut, inklusive bänkar och altare, liksom golv och innanfönster. Vapenhuset återställdes, korfönstret murades igen samtidigt som dess glasmålning flyttade till fönstret på västra gaveln, och vägg- och valvmålningarna från 1800-talet målades över. Vid renoveringen dränerades och förstärktes också kyrkans grundmurar.

## Kyrkogården
Kyrkogården har delvis haft samma storlek från 1600-talet, men blivit utvidgad åt söder och öster i början av 1900-talet. Samtidigt omlades muren i gråsten. Sedan 1960-talet finns en ny kyrkogård i söder, utanför muren. I väst och nordväst finns stigluckor som troligtvis är från 1600-talet och intill dem bårhus från 1955 ritat av Viktor Segerstedt.
På kyrkogården står klockstapeln som är från 1600-talet. Eventuellt kan klockbockarna vara medeltida. Den är klädd i tjärade furuspån. I stapeln förvaras flera äldre inventarier från kyrkan, bland annat en predikstol från 1854.

## Inventarier
- Det äldsta föremålet i kyrkan, som troligtvis kommer från en äldre kyrka på samma plats, är en dopfunt i sandsten från 1200-talet. På funten ligger ett medeltida lock i furu.[2] Funtlock användes under medeltiden för att skydda vigvattnet, men endast några få finns kvar.[5] Lockets ålder är okänt, men det kan möjligtvis vara samtida med dopfunten.[1]
- Från 1200-talet kommer också en skulptur i furu, som föreställer Olof den helige, möjligtvis tillverkad i Trondheim. Under hans fötter ligger ett troll, vars huvud försvunnit.[6]
- I kornischen bakom altaret står en skulpturgrupp bestående av åtta statyetter av ek, möjligtvis från en rhenländsk verkstad. Skulpturgruppen är daterad till 1300-talet och har tillhört ett i dag försvunnet altarskåp. I mitten finns ett unikt kröningsmotiv, där Jesus stående på en pelare kröner sin moder, även om hans arm saknas. Intill står Sveriges äldsta bevarade avbildning av hans mormor Anna, samt helgon och apostlar.[7][8]
- På södra korväggen finns en Madonnabild från senare delen av 1400-talet, med en krönt Maria som håller i Jesusbarnet.[9]
- Över altaret i nischen efter ett tidigare korfönster hänger ett krucifix tillverkat av Herman Karlsson 1952.[10]
- I samband med kyrkans inre renovering 1894 tillkom den nuvarande predikstolen. På 1950-talet togs ljudtaket bort, samtidigt som den fick ett nytt fundament i tegel och målades om.[1]

- I klockstapeln finns en av tidigare två medeltida klockor, från 1491. Den väger 920 kg och har inskrpitionen: ”Som tvåfaldig prisar jag den sanna Guden, kallar folket, samlar prästerskapet.”[11] Det finns också en mindre klocka som väger 300 kg och är gjuten av Johan Meyer 1665. Vid sidan av en latinsk inskription finns en relief av Mikael.[10]

Flera av kyrkans äldre föremål var sedan 1800-talet deponerade på Västmanlands länsmuseum men i och med renoveringen i början av 1950-talet kom några av dem tillbaka. Kvar på museet finns en skulptur av Mikael från omkring år 1500, en madonnaskulptur från senare delen av 1300-talet, en träskulptur föresällande helgonet Erasmus från andra halvan av 1400-talet samt ett krucifix från samma tid.

### Orgel
- 1889 byggde E. A. Setterquist & Son, Örebro en orgel med 5 stämmor och en manual Orgelläktaren med barriärer är från 1894. Orgeln invigdes söndagen 25 augusti 1889.
- Den nuvarande orgeln byggdes 1960 av Åkerman & Lund, Knivsta. Orgelfasaden behölls från 1889 års orgel.[1] Orgeln är mekanisk.

| Huvudverk I         | Svällverk II      | Pedal            | Koppel |
| Rörflöjt 8´         | Gedackt 8'        | Subbas 16´       | I/P    |
| Principal 4'        | Salicioanl 8'     | Gedacktpommer 4' | II/P   |
| Gemshorn 2'         | Blockflöjt 4'     |                  | II/I   |
| Sesquialtera 2 chor | Principal 2'      |                  |        |
| Scharf 3 chor       | Flöjt 2'          |                  |        |
|                     | Nasat 1 1⁄3'      |                  |        |
|                     | Tremolo           |                  |        |
|                     | Crescendosvällare |                  |        |

## Galleri

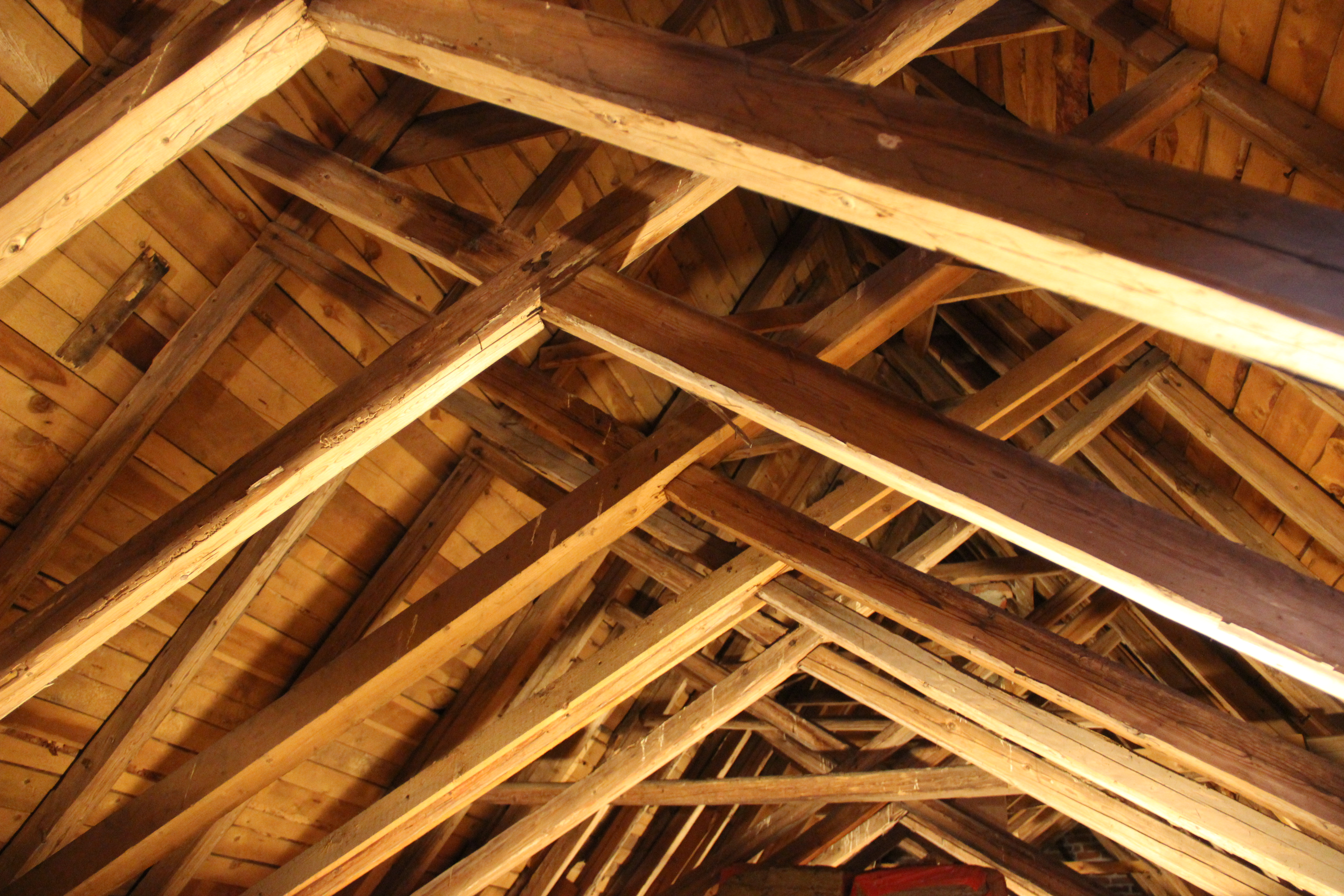
Del av kyrkans medeltida taklag
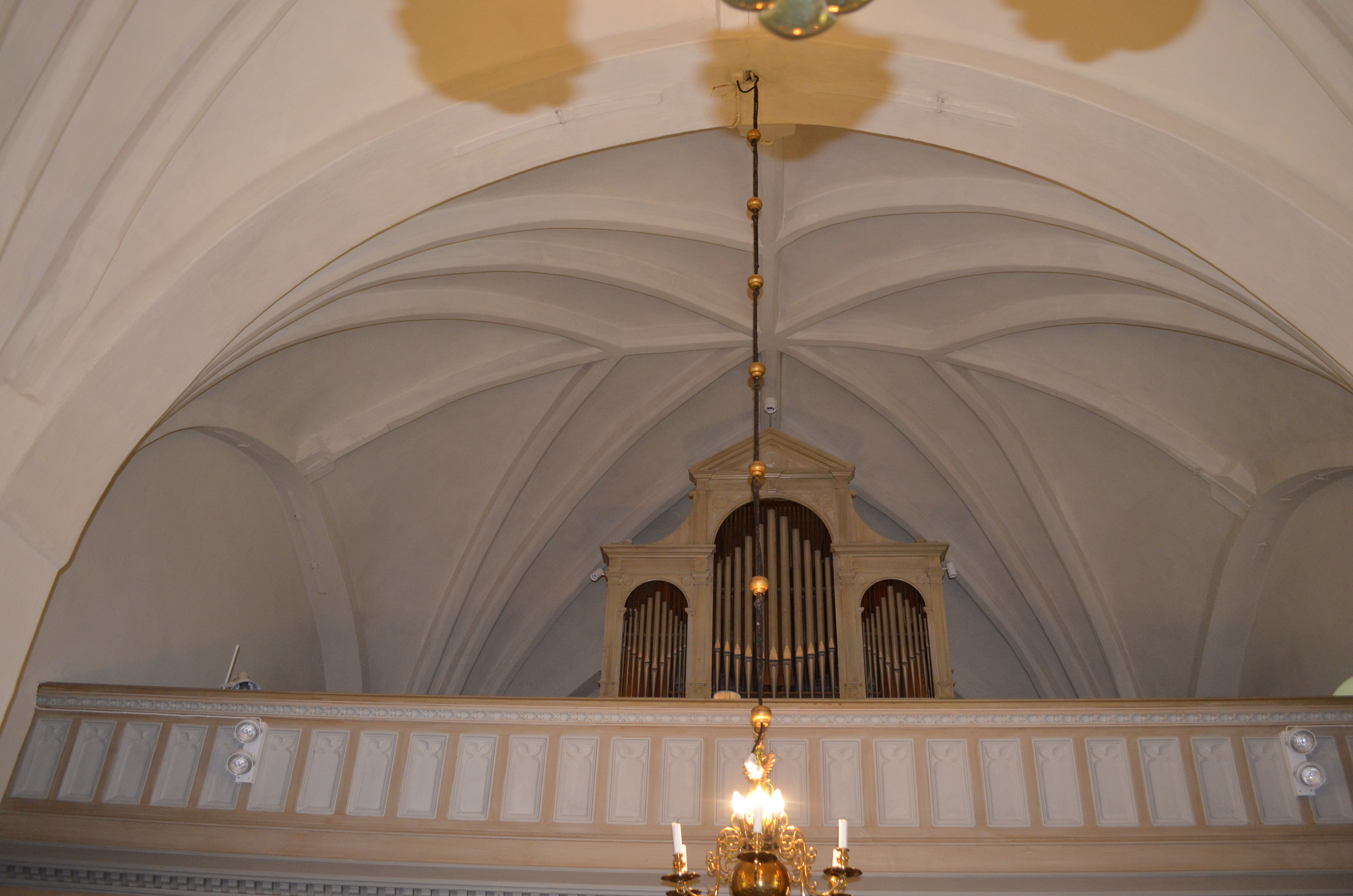
Hubbo kyrkas kyrkorgel
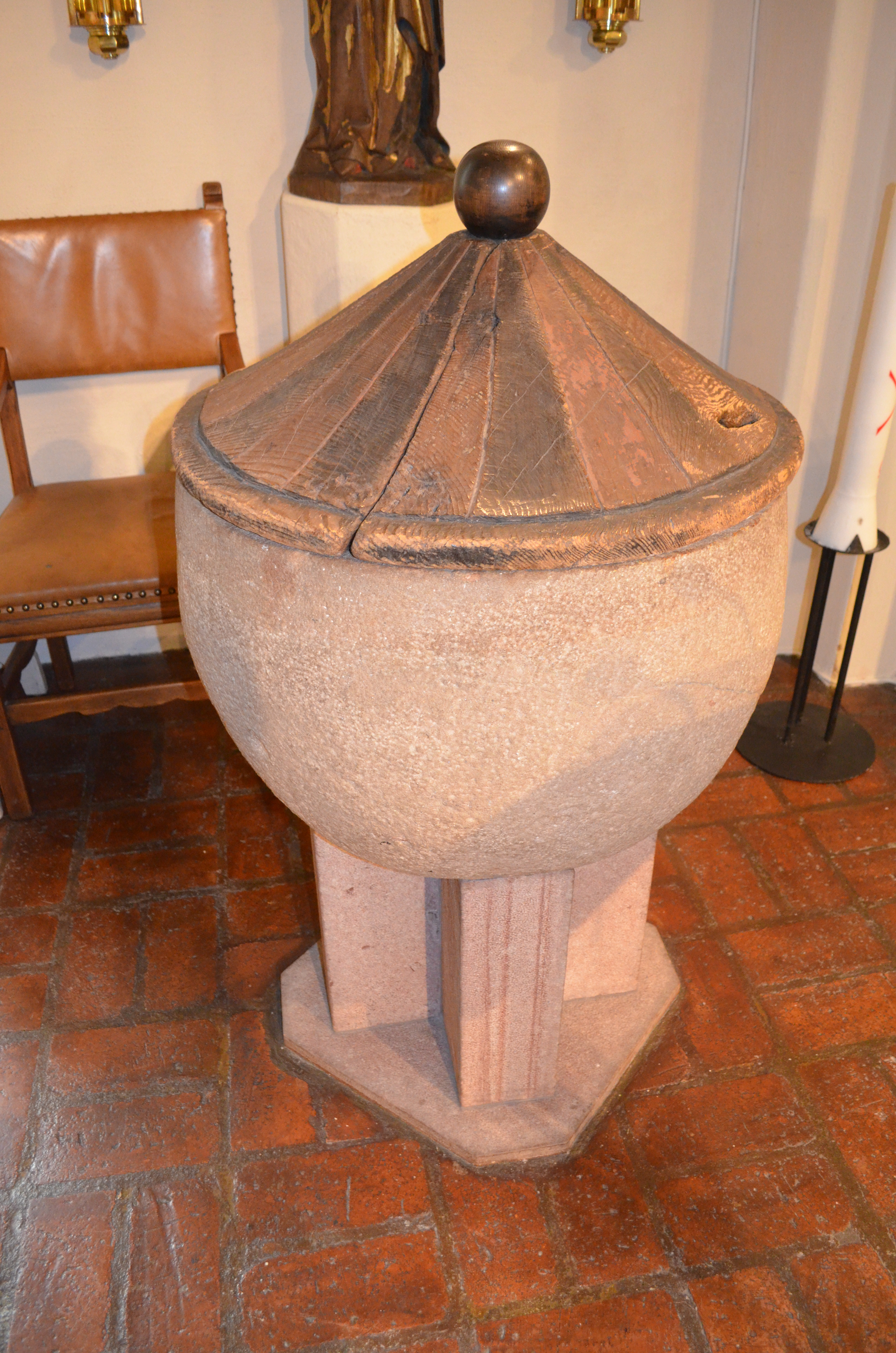
Hubbo kyrkas dopfunt
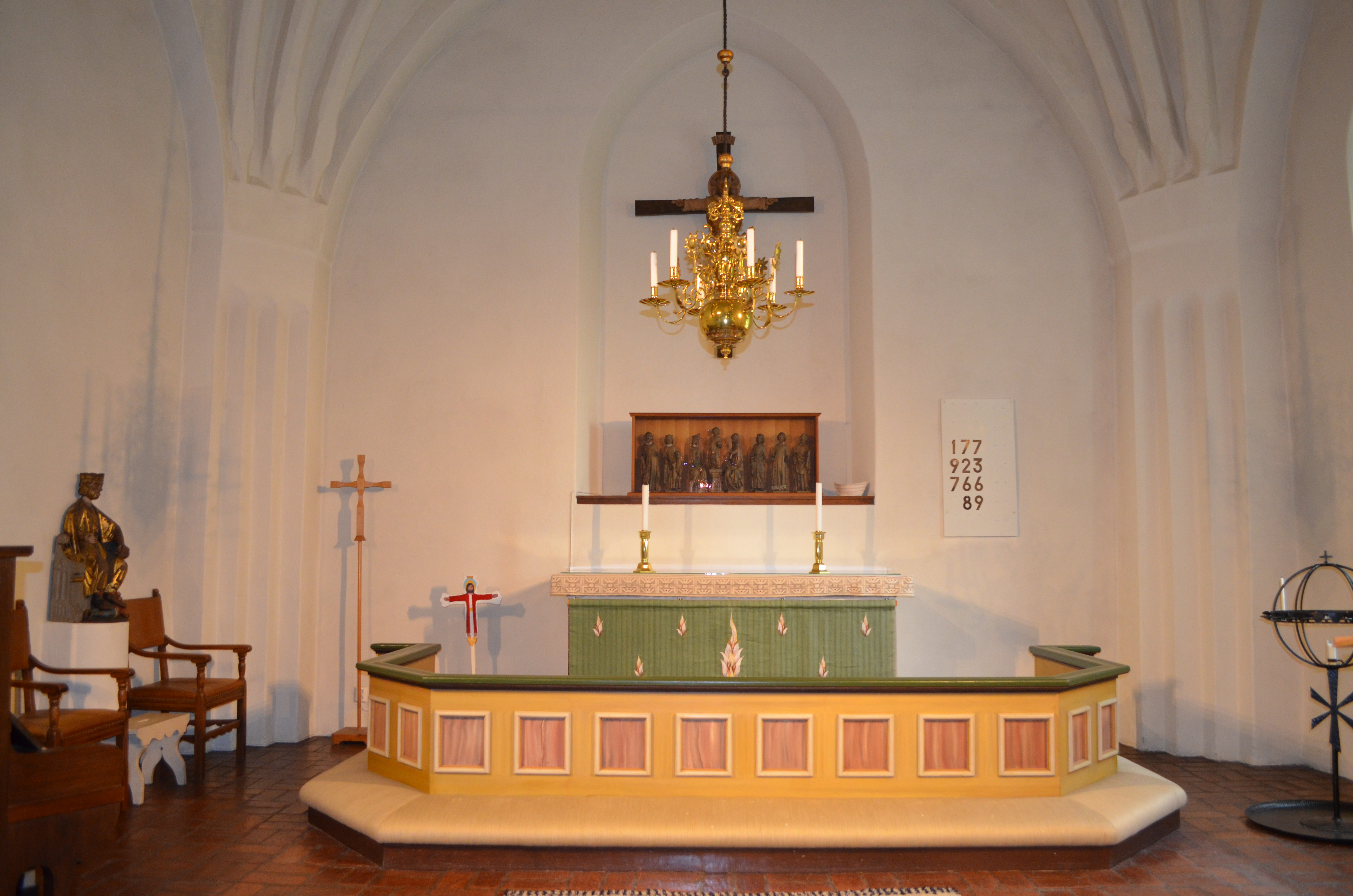
Hubbo kyrkas altare
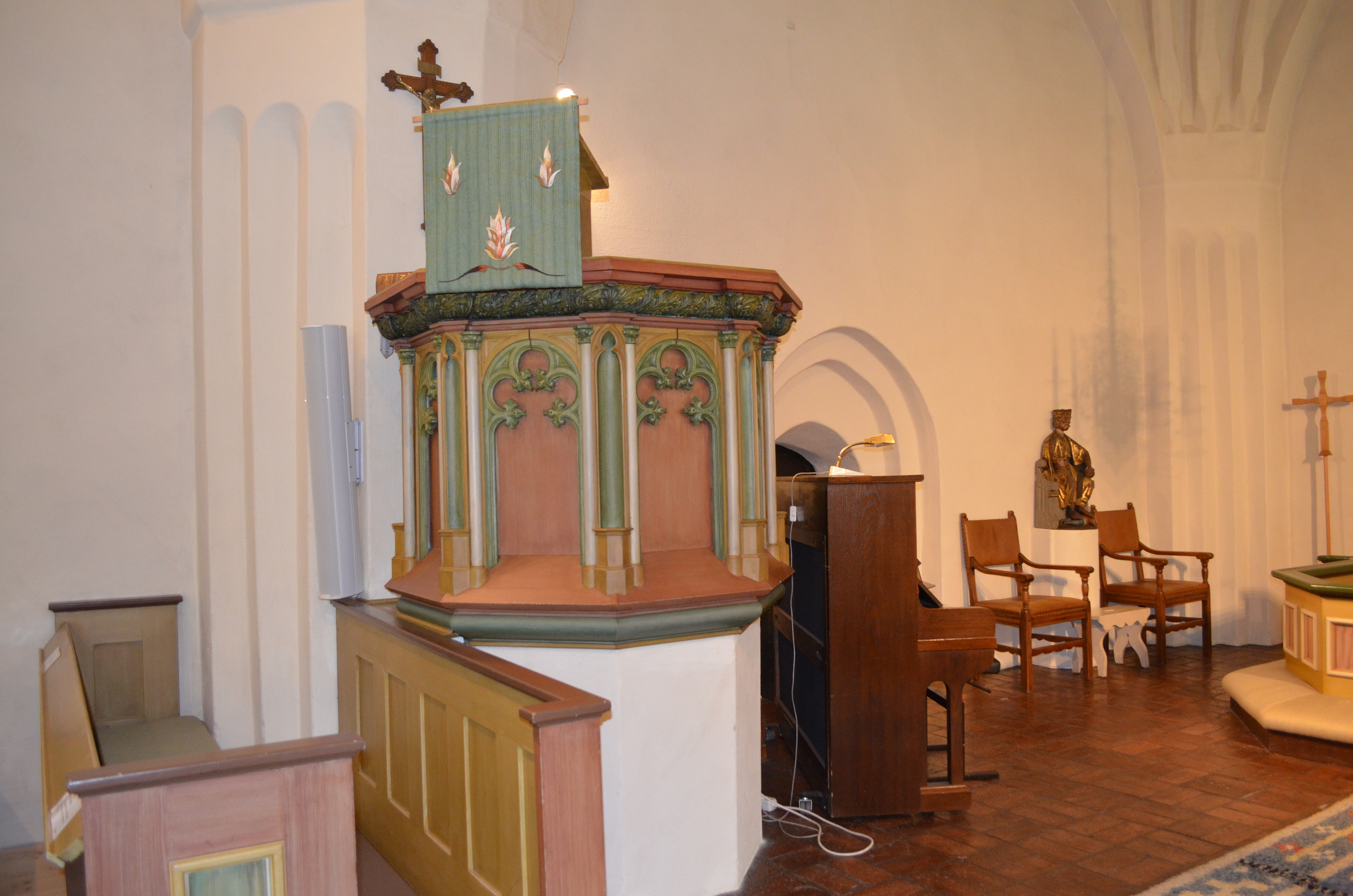
Hubbo kyrkas predikstol
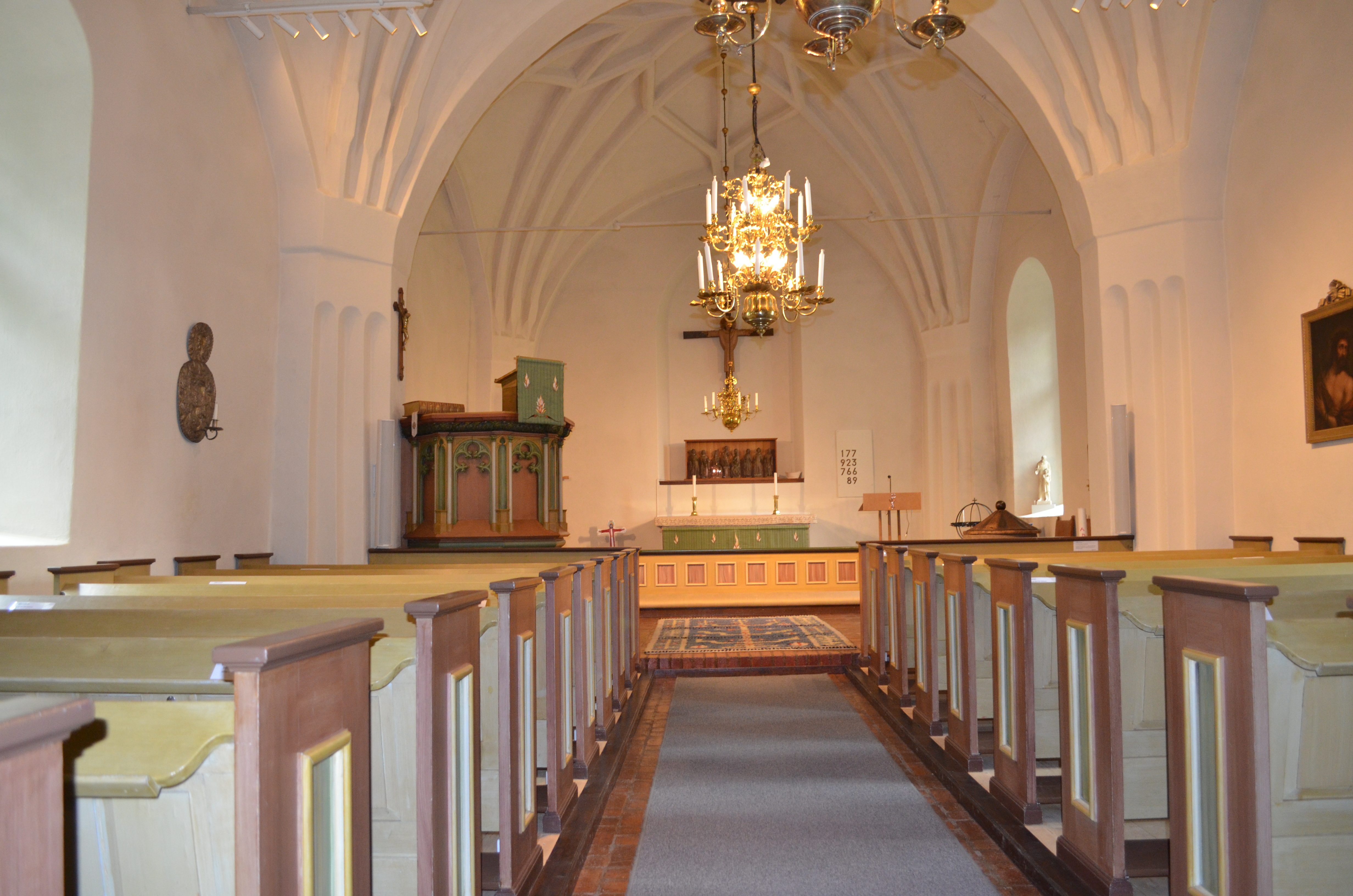
Hubbo kyrkas kyrksal